# Paul Fischer (Politiker, 1863)
Heinrich Paul Fischer (* 8. Juli 1863 in Gera; † 16. Juli 1920 in Untermhaus) war ein deutscher Richter und Politiker.

## Leben
Fischer war der Sohn des Oberbürgermeisters Robert Fischer und dessen Ehefrau Auguste Henriette Frederika geborene Bendix aus Leipzig. Er war evangelisch-lutherischer Konfession und heiratete am 10. Mai 1892 in Schleiz Anna Elisabeth Ludewig (* 14. Juni 1869 in Wüstendittersdorf; † 4. August 1945 in Gera), die Tochter des Oberförsters Heinrich Bernhard Ludewig aus Wüstendittersdorf.
Fischer studierte Staats- und Rechtswissenschaften und schloss das Studium mit der Promotion zum Dr. jur. ab. Er wurde Amtsanwalt, Gerichtsassessor und ab dem 1. Oktober 1893 Amtsrichter am Amtsgericht Gera. Zum 1. April 1897 wurde er zum Landrichter am Landgericht Gera und ab dem 1. Oktober 1898 am Landgericht Eisenach. Ab dem 1. Januar 1900 war er großherzoglich sächsischer Landrichter am Landgericht Gera. Zum 1. August 1900 wurde er Syndicus bei Carl Zeiss in Jena. 1906 wurde er Landgerichtsrat beim Landgericht Gera. 1911 wurde er Regierungsrat beim fürstlichen Ministerium in Reuß jüngerer Linie. 1916 bis 1919 war er Landgerichtsdirektor in Gera, danach Vorsitzender der Thüringer Landeskartoffelstelle in Weimar mit dem Titel Regierungsrat.
Vom 25. Januar 1914 bis zum 13. Juli 1916 und vom 28. Dezember 1916 bis zum 12. Februar 1919 war er Abgeordneter im Landtag Reuß jüngerer Linie. Er wurde mit dem Titel eines Geheimen Justizrates und 1911 dem fürstlichen goldenen Verdienstkreuz ausgezeichnet.